# 紅帶扁指鰧
紅帶扁指鰧（學名：Platygillellus rubrocinctus），為輻鰭魚綱䲁形目指鰧科扁指鰧屬的一個種，分布於西大西洋美國佛羅里達州南部、巴哈馬到巴拿馬海域，深度0至30公尺，本魚體細長，扁平，向尾部逐漸變細，頭部粗壯，輪廓呈棱角狀至圓形，眼位於頭頂，而不是在柄上，管狀鼻孔，口上翹，下顎突出，上下唇有皮瓣，上唇 6-15個，下唇11-19個，鰓蓋上有皮瓣褶邊，背鰭起源於頸背，分為兩節，前鰭小鰭有棘，與其餘鰭條高度大致相同，鰭的主要部分在棘和鰭條之間有缺口，背鰭硬棘16-17枚、背鰭軟條15-16枚、臀鰭硬棘2枚、臀鰭軟條25-26枚，側線連續，在最後一節背棘下急劇下彎，拱起部分鱗片21-25枚，直立部分鱗片15-19枚，鱗片大而光滑，頭部無鱗，腹部和胸鰭基部有鱗，體白色，具4條紅褐色橫帶，前3條橫帶幾乎延伸至下輪廓，最後一條位於尾鰭前，體長可達6.4公分，棲息在有沙底質或礫石的珊瑚礁海域，生活習性不明。